# منطقة الراحة

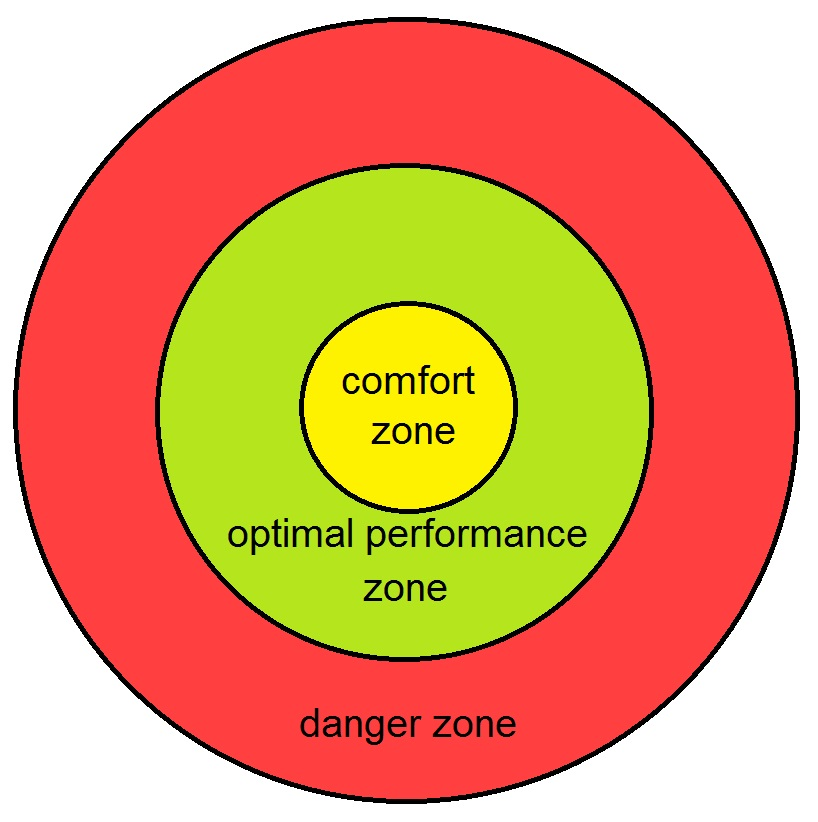

منطقة الراحة (Comfort Zone) هي حالة سلوكية يمارسها الشخص بلا توتر أو خطر بسبب اعتياده على ممارستها ضمن إطار روتيني محدد. ينتج عن هذا الروتين تكيّف ذهني يعطي الشخص شعورا غير واقعي بالأمان وفي نفس الوقت يحد من قدرته على التقدم والإبداع.
مثال: بعض الأشخاص يدّعون أنهم غير راضين عن نمط حياتهم أو وضعهم الاقتصادي ويرغبون بالتغيير. لكن في الواقع هم فقط يتحدثون عن هذه الرغبة، ويفضلون الجلوس والتذمر وإلقاء المسؤولية على الآخرين، بدون أخذ زمام مبادرة التغيير. لأن التغيير يحتاج إلى شجاعة وخروج من منطقة الراحة. وهذا ما يفعله الأفراد الناجحون على الجانب الأخر، فهم عادة يخطون خارج منطقة الراحة، ليخوضوا تجربة جديدة رغبة في تحقيق أهدافهم. وبرغم ما يسببه هذا من شعور بالمخاطرة وتعامل مع واقع متغير، إلا أنه يفتح لهم فرصا متجددة وقدرة على المبادرة والنجاح. بعباره أخرى إذا دخلت هذه المنطقة لن تخطو خطوة واحدة بلا ألف حساب.

## مصطلح منطقة الراحة
ظهر مصطلح منطقة الراحة في عام 1991م، ووضعته المفكرة الإدارية الأمريكية جوديث باردويك، وعرّفت منطقة الراحة بأنها أنّها: "حالة سلوكية يعمل فيها الشخص في حالة قلق محايدة، باستخدام مجموعة محدودة من السلوكيات، لتقديم مستوى ثابت من الأداء، عادةً دون الشعور بالمخاطرة".